# Carolyn S. Griner
Carolyn S. Griner (née en 1945) est une ingénieure astronautique américaine. Elle a été directrice par intérim du centre de vol spatial Marshall de la NASA du 3 janvier 1998 au 11 septembre 1998, entre les mandats des huitième et neuvième directeurs. Avant et après son mandat de directrice par intérim, elle était directrice adjointe du centre Marshall. Elle a pris sa retraite de la NASA le 11 décembre 2000. Elle est actuellement vice-présidente de Science Applications International Corporation à Huntsville, en Alabama.

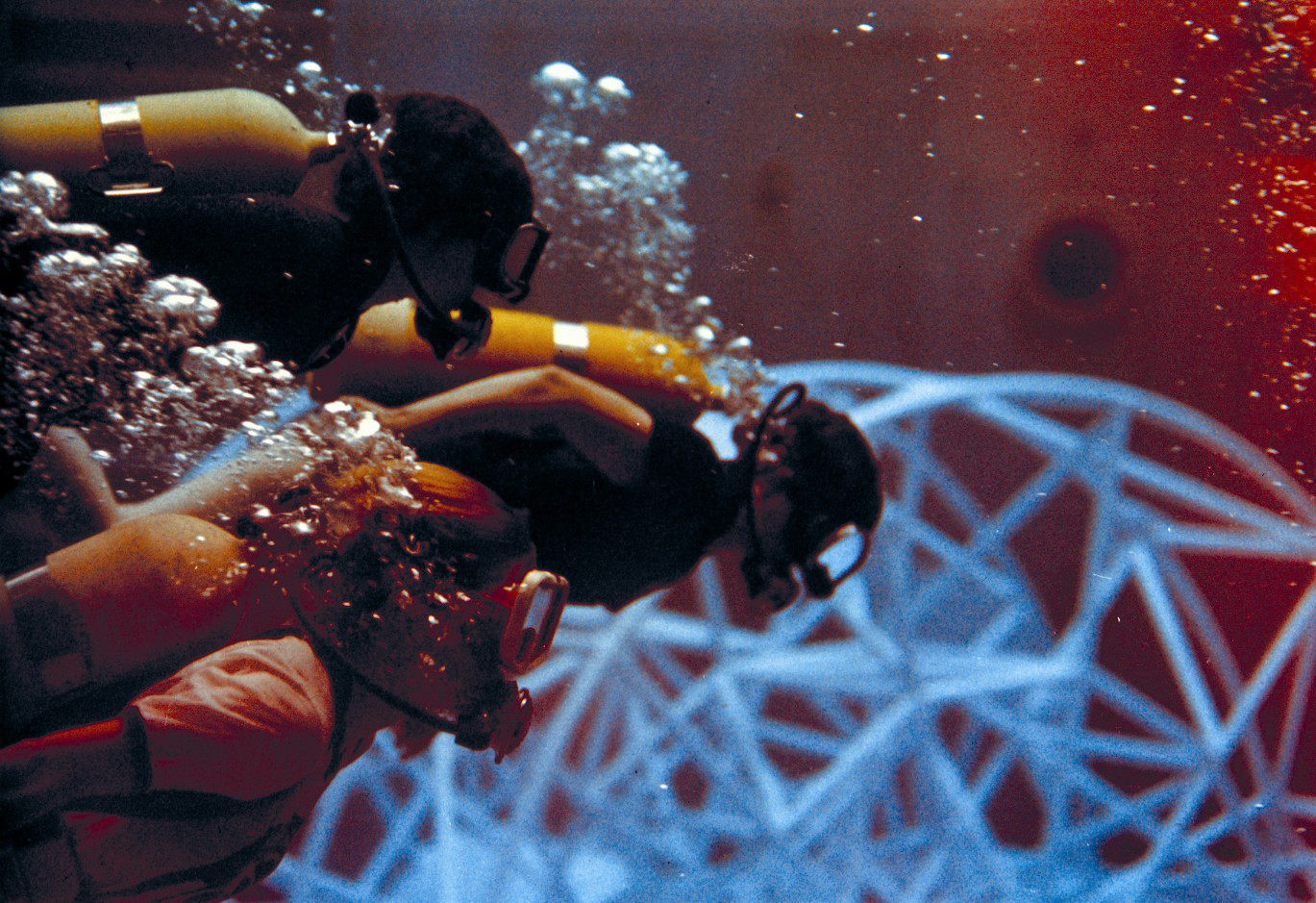
Des scientifiques en formation, (de haut en bas) Carolyn Griner, Ann Whitaker et Mary Helen Johnston, simulent l’apesanteur lors d’un entraînement dans le simulateur de flottabilité neutre du centre de vol spatial Marshall en 1975.

Griner a rejoint l’équipe du Centre Marshall en 1964. Elle a reçu de nombreuses distinctions au cours de sa carrière, dont la Médaille du service exceptionnel de la NASA en 1986, le rang présidentiel de cadre méritant en 1992, et le rang présidentiel de cadre distingué en 1995.
Le 30 juin 1999, Griner a reçu la plus haute distinction de l’agence spatiale, la Médaille du service distingué de la NASA pour ses contributions exceptionnelles aux missions de la NASA.
Elle a obtenu un baccalauréat en ingénierie astronautique à l’Université d'État de Floride à Tallahassee en 1967. Elle a également effectué des études supérieures en ingénierie industrielle et des systèmes à l’Université d'Alabama à Huntsville.

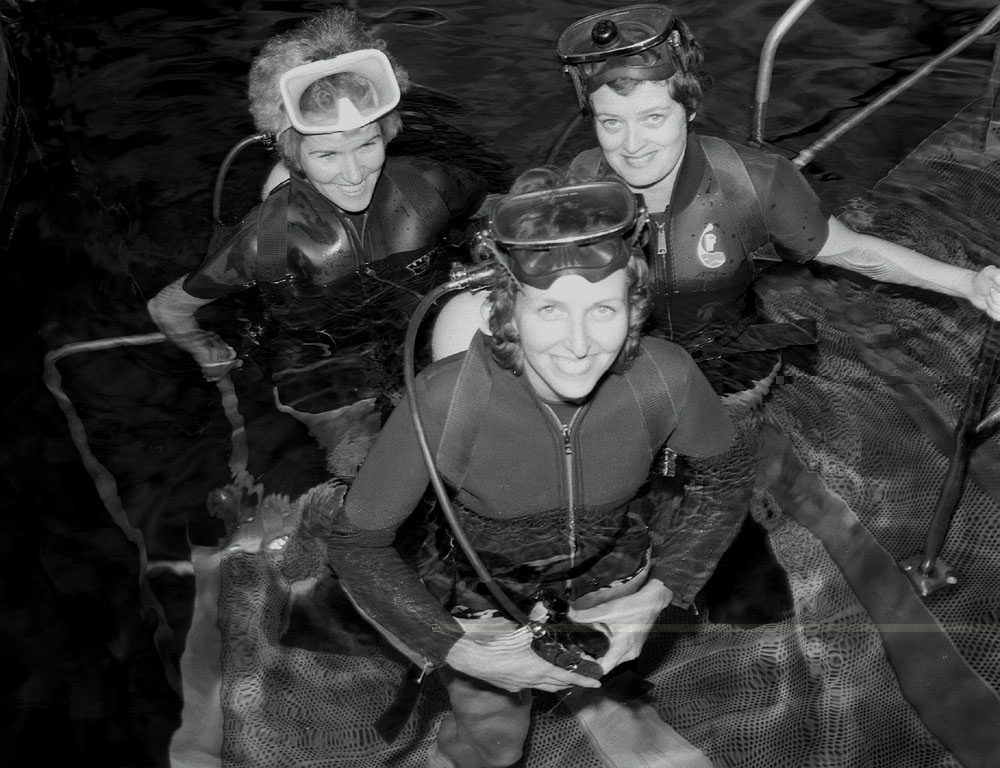
Photos spontanées de Carolyn Griner, de la Dre Mary Helen Johnston et de la Dre Ann Whitaker (dans le sens horaire à partir de l'avant) portant des équipements de plongée dans le simulateur de flottabilité neutre lors d’un entraînement en 1976.